# Wilhelm Wien
 For alternative betydninger, se Wien (flertydig). (Se også artikler, som begynder med Wien)
Wilhelm Carl Werner Otto Fritz Franz Wien (født 13. januar 1864, død 30. august 1928) var en tysk fysiker, som i 1893 brugte teorier om varme og elektromagnetisme til at formulere Wiens forskydningslov, som relaterer maksimumemissionen for et sortlegeme til dets temperatur.
Wien studerede både i Berlin, Göttingen og Heidelberg og fik sit "doktorat" (svarende til vore dages ph.d.) i 1886 og sin "habilitation" (svarende til doktorgraden) i 1892. I første omgang studerede han lysdiffraktion, men han vendte senere interessen mod både termodynamik, hydrodynamik og elektromagnetisk stråling. Han fik senere stillinger i Aachen, Giessen og Würzberg, inden han i 1920 fik en topstilling inden for eksperimentel fysik i München, hvor han døde otte år senere. Wien fik Nobelprisen i fysik i 1911.

## Eftermæle
Et krater på Mars er navngivet til hans ære.